# Park stanowy Andrew Molera

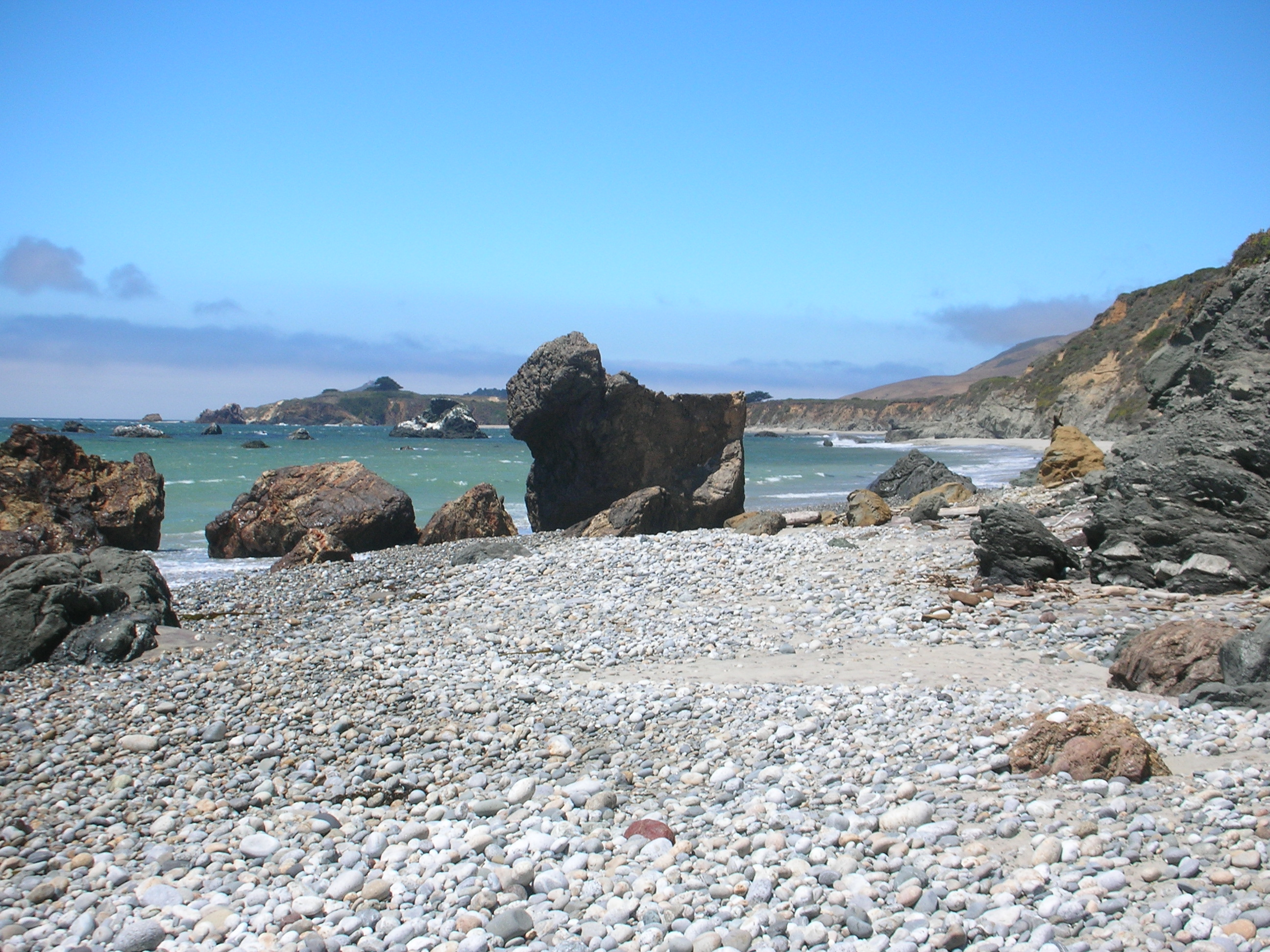
Widok na plażę w parku Andrew Molera

Park stanowy Andrew Molera (ang. Andrew Molera State Park) – park stanowy w amerykańskim stanie Kalifornia. Leży na południe od miasta Carmel na terenie hrabstwa Monterey. Znany dzikiego wybrzeża klifowego oraz wielu szlaków łączących łąki, wzgórza i plaże na których uprawia się turystykę rowerową, konną i pieszą. Został założony w 1965 roku i jest największym parkiem na popularnym wybrzeżu Big Sur.